# أوريليان خان
أوريليان خان (بالفرنسية: Aurélien Khan)‏ هو متسابق الحدث وفارس فرنسي، ولد في 30 ديسمبر 1968.

## وصلات خارجية
- أوريليان خان على موقع أوليمبيديا (الإنجليزية)
- أوريليان خان على موقع اللجنة الأولمبية الفرنسية (مؤرشف) (الفرنسية)